# Who Owns My Heart
Who owns my heart is een lied van de Amerikaanse artiest Miley Cyrus. Het lied is geschreven door Cyrus, Antonia Armato, Tim James en Devrim Karaoglu en is geproduceerd door Antonia Armato en Tim James. In Amerika was het lied uitgekomen op 22 oktober 2010, door Hollywood Records en in Europa en Australië op 26 oktober 2010, door Hollywood Records en Fascination Records, als de tweede single van haar derde album, Can't be tamed.